# Пора красных яблок (фильм)
«Пора красных яблок» — советская музыкальная комедия режиссёра Олега Николаевского.

## Сюжет
По мотивам одноимённой повести 1972 года даргинского писателя Ахмедхана Абу-Бакара, опубликованной в переводе на русский язык в журнале «Москва».
Село где-то в горах Дагестана. Хотя цивилизация и добралась до этих мест, но традиции и обычаи закрепились в сознании местных жителей. Даже если это хорошо образованный, мыслящий по-современному, заведующий Домом культуры почтенный Амир-Газила Мирза. Он решил, что пришла пора выдавать младшую дочь Исиду замуж. Исида красива — многие парни на неё засматриваются, а она только посмеивается, о замужестве и слышать не желает. По старинному обычаю, отец сам должен найти дочери состоятельного жениха и получить калым. И такой у него есть: уважаемый инженер-механик с консервного завода. Однако девушка разрушает стройные планы отца, влюбляясь в простого шофёра Кара-Будая. Отец считает, что он не пара его дочери, но настоящая любовь преодолеет все препятствия.

## В ролях
- Нелли Волшанинова — Исида
- Андрей Гриневич — Кара-Будай
- Арташес Араратян — Мирза
- Нелли Ильина-Гуцол — Ашура
- Евгений Весник — Халил
- Анатолий Егоров — Чабка-Саид
- Садых Гусейнов — Хасанбек
- Александра Сорокоумова — Ай-Мисай
- Тамара Исаева — мать Кара-Будая
- Олег Николаевский — дядя Ваня
- Татьяна Клюева — Хадижа

В картине приняли участие танцевальный ансамбль «Лезгинка», а также жители села Хаджалмахи.
Песни в фильме исполняют: Ирина Понаровская, Леонид Серебренников, Елена Камбурова, Арташес Араратян.

## Съёмки
Съёмки велись в Дагестане в селениях Хаджалмахи и Гергебиль.

## Фестивали
- VII Международный кинофестиваль стран Азии, Африки и Латинской Америки (1983, Ташкент) — диплом режиссёру фильма.